# Amanhã (álbum de Guilherme Arantes)
Amanhã é um álbum de compilação do artista brasileiro Guilherme Arantes, contendo a música homônima por ele composta no final da década de 1970 e que é considerada um clássico de sua discografia. O álbum recebeu o certificado de Ouro que a associação Pro-Música Brasil passou a emitir em 1990, mediante solicitação das gravadoras associadas. A direção de produção ficou a cargo de Guti, o layout e ilustração por Daeco e as fotos internas de Paulo Vasconcelos.

## Faixa título
A canção "Amanhã" foi lançada originalmente no ano de 1977 como parte integrante do álbum Ronda Noturna, o segundo trabalho de estúdio de Guilherme Arantes. Considerada a obra-prima do repertório do disco e contando com mais de sete minutos de duração, a faixa é vista como uma demonstração de Guilherme Arantes pelo rock progressivo, em especial pelo som de bandas britânicas como Genesis e Emerson, Lake & Palmer, mas também pela música progressiva do artista grego Vangelis. Com tratamento de peça progressiva, de estrutura dramática, realçada inclusive pelo toques dos violoncelos de Jaques Morelenbaum e Marcio Mallard, a canção fez parte da trilha sonora da novela Dancin' Days da Rede Globo. À época, em 1978, a canção foi tema da personagem Júlia, interpretada por Sonia Braga, personagem que havia sido condenada injustamente, e começava uma nova vida. Guilherme Arantes relata ter feito a composição passeando na estrada que liga São Paulo a Santos, em 1977, após uma briga com sua namorada, que veio a se tornar sua mulher.

### Regravações
- Ana Vilela[1]
- Glória Groove[10]

| “                                              | Foi uma honra enorme gravar essa canção, que é linda, atemporal, que se encaixa a perfeição nos tempos difíceis que estamos vivendo. Não é só uma música, é mais que isso, é uma mensagem de esperança. | ” |
| — Ana Vilela, cantora e compositora brasileira | |   |

## Links
- Discogs: Amanhã